# 대한민국 제3대 국회
대한민국 제3대 국회은 1954년 5월 20일에 실시된 대한민국 3대 총선을 통해 구성된 국회이다. 1954년 5월 31일에 개원하였다.

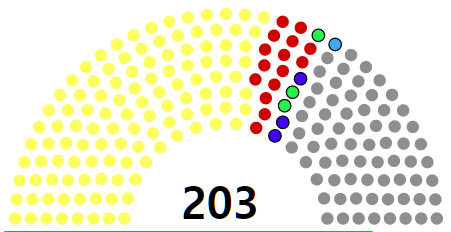
대한민국 국회

 이것이다

## 민의원의 구성

### 의장·부의장
|              | 1954년 6월 9일 ~ 1956년 6월 8일 | 1954년 6월 9일 ~ 1956년 6월 8일 | 1956년 6월 9일 ~ 1958년 5월 30일 | 1956년 6월 9일 ~ 1958년 5월 30일 |
| 민의원의장   | 이기붕                          | 이기붕                          | 이기붕                           | 이기붕                           |
| 민의원부의장 | 최순주                          | 곽상훈                          | 조경규                           | 황성수                           |

### 정당별 구성
| 교섭단체명         | 정당명 | 1954년 총선 당시  | 1958년 총선 당시 |
| ------------------ | ------ | ----------------- | ---------------- |
| 자유당             | 자유당 | 114석             | 131석            |
| 민주당             | 민주당 |                   | 46석             |
| 무소속동지회       | 무소속 | 31석              | 해산             |
| 비교섭단체         |        |                   |                  |
| 민주국민당         | 15석   | 민주당에 흡수통합 |                  |
| 대한독립촉성국민회 | 3석    |                   |                  |
| 대한국민당         | 3석    | 자유당에 흡수통합 |                  |
| 통일당             |        | 1석               |                  |
| 무소속             | 36석   | 24석              |                  |
| 계                 | 계     | 203석             | 202석            |

### 상임위원회
| 위원회         | 이름   | 소속정당 |
| -------------- | ------ | -------- |
| 국회운영위원회 | 박영출 | 자유당   |
| 법제사법위원회 | 윤만식 | 자유당   |
| 재정경제위원회 | 박만원 | 자유당   |
| 외무위원회     | 황성수 | 자유당   |
| 국방위원회     | 유지원 | 자유당   |
| 내무위원회     | 조경규 | 자유당   |
| 문교위원회     | 김법린 | 자유당   |
| 교통체신위원회 | 남송학 | 자유당   |
| 농림위원회     | 홍창섭 | 자유당   |
| 상공위원회     | 윤성순 | 자유당   |
| 사회보건위원회 | 정준모 | 자유당   |
| 예산결산위원회 | 이충환 | 자유당   |
| 징계자격위원회 | 김익노 | 자유당   |

| 위원회         | 이름   | 소속정당 |
| -------------- | ------ | -------- |
| 국회운영위원회 | 조순   | 자유당   |
| 법제사법위원회 | 윤만식 | 자유당   |
| 재정경제위원회 | 인태식 | 자유당   |
| 외무위원회     | 정기원 | 자유당   |
| 국방위원회     | 유지원 | 자유당   |
| 내무위원회     | 한희석 | 자유당   |
| 문교위원회     | 김법린 | 자유당   |
| 교통체신위원회 | 남송학 | 자유당   |
| 농림위원회     | 홍창섭 | 자유당   |
| 상공위원회     | 이갑식 | 자유당   |
| 사회보건위원회 | 김익기 | 자유당   |
| 예산결산위원회 | 이충환 | 자유당   |
| 징계자격위원회 | 김익노 | 자유당   |
| 부흥위원회     | 곽의영 | 자유당   |

| 위원회         | 이름   | 소속정당 |
| -------------- | ------ | -------- |
| 국회운영위원회 | 조순   | 자유당   |
| 법제사법위원회 | 박세경 | 자유당   |
| 재정경제위원회 | 박만원 | 자유당   |
| 외무위원회     | 박영출 | 자유당   |
| 국방위원회     | 안동준 | 자유당   |
| 내무위원회     | 한희석 | 자유당   |
| 문교위원회     | 김종규 | 자유당   |
| 교통체신위원회 | 신의식 | 자유당   |
| 농림위원회     | 조병문 | 자유당   |
| 상공위원회     | 김진만 | 자유당   |
| 사회보건위원회 | 김철인 | 자유당   |
| 예산결산위원회 | 박용익 | 자유당   |
| 징계자격위원회 | 김상도 | 자유당   |
| 부흥위원회     | 구흥남 | 자유당   |

| 위원회         | 이름   | 소속정당 |
| -------------- | ------ | -------- |
| 국회운영위원회 | 김순호 | 자유당   |
| 법제사법위원회 | 박세경 | 자유당   |
| 재정경제위원회 | 최용근 | 자유당   |
| 외무위원회     | 강세영 | 자유당   |
| 국방위원회     | 송우범 | 자유당   |
| 내무위원회     | 하을춘 | 자유당   |
| 문교위원회     | 이존화 | 자유당   |
| 교통체신위원회 | 정명섭 | 자유당   |
| 농림위원회     | 나희집 | 자유당   |
| 상공위원회     | 이영언 | 자유당   |
| 사회보건위원회 | 김익기 | 자유당   |
| 예산결산위원회 | 김종신 | 자유당   |
| 징계자격위원회 | 김상도 | 자유당   |
| 부흥위원회     | 구흥남 | 자유당   |

## 의석 변동
| 날짜            | 이름   | 소속정당        | 선거구         | 사유            | 정당별 증감 | 의석 수                                                                        |
| --------------- | ------ | --------------- | -------------- | --------------- | ----------- | ------------------------------------------------------------------------------ |
| 1954년 6월 9일  | 이기붕 | 자유당          | 경기 이천시    | 민의원의장 선출 | ±1          | 자유당 114석 민주국민당 15석 대한독립촉성국민회 3석 대한국민당 3석 무소속 67석 |
| 1954년 12월 6일 | 손권배 | 자유당 → 무소속 | 전북 완주군 을 | 탈당            | ±1          | 자유당 138석 민주국민당 15석 대한독립촉성국민회 3석 대한국민당 3석 무소속 45석 |
| 1954년 12월 8일 | 민관식 | 자유당 → 무소속 | 서울 동대문구  | 탈당            | ±12         | 자유당 125석 민주국민당 15석 대한독립촉성국민회 3석 대한국민당 3석 무소속 57석 |
| 1954년 12월 8일 | 김재황 | 자유당 → 무소속 | 서울 성동구 을 | 탈당            | ±12         | 자유당 125석 민주국민당 15석 대한독립촉성국민회 3석 대한국민당 3석 무소속 57석 |
| 1954년 12월 8일 | 김재곤 | 자유당 → 무소속 | 경기 인천시 갑 | 탈당            | ±12         | 자유당 125석 민주국민당 15석 대한독립촉성국민회 3석 대한국민당 3석 무소속 57석 |
| 1954년 12월 8일 | 한동석 | 자유당 → 무소속 | 경기 고양군    | 탈당            | ±12         | 자유당 125석 민주국민당 15석 대한독립촉성국민회 3석 대한국민당 3석 무소속 57석 |
| 1954년 12월 8일 | 신정호 | 자유당 → 무소속 | 충북 청원군 갑 | 탈당            | ±12         | 자유당 125석 민주국민당 15석 대한독립촉성국민회 3석 대한국민당 3석 무소속 57석 |
| 1954년 12월 8일 | 이태용 | 자유당 → 무소속 | 충북 제천군    | 탈당            | ±12         | 자유당 125석 민주국민당 15석 대한독립촉성국민회 3석 대한국민당 3석 무소속 57석 |
| 1954년 12월 8일 | 신태권 | 자유당 → 무소속 | 충남 공주시 을 | 탈당            | ±12         | 자유당 125석 민주국민당 15석 대한독립촉성국민회 3석 대한국민당 3석 무소속 57석 |
| 1954년 12월 8일 | 성원경 | 자유당 → 무소속 | 충남 예산군    | 탈당            | ±12         | 자유당 125석 민주국민당 15석 대한독립촉성국민회 3석 대한국민당 3석 무소속 57석 |
| 1954년 12월 8일 | 김홍식 | 자유당 → 무소속 | 경북 고령군    | 탈당            | ±12         | 자유당 125석 민주국민당 15석 대한독립촉성국민회 3석 대한국민당 3석 무소속 57석 |
| 1954년 12월 8일 | 현석호 | 자유당 → 무소속 | 경북 예천군    | 탈당            | ±12         | 자유당 125석 민주국민당 15석 대한독립촉성국민회 3석 대한국민당 3석 무소속 57석 |
| 1954년 12월 8일 | 황남팔 | 자유당 → 무소속 | 경남 진양군    | 탈당            | ±12         | 자유당 125석 민주국민당 15석 대한독립촉성국민회 3석 대한국민당 3석 무소속 57석 |
| 1954년 12월 8일 | 김영삼 | 자유당 → 무소속 | 경남 통영군 을 | 탈당            | ±12         | 자유당 125석 민주국민당 15석 대한독립촉성국민회 3석 대한국민당 3석 무소속 57석 |